# 定常状態視覚誘発電位
定常状態視覚誘発電位（ていじょうじょうたいしかくゆうはつでんい、英：Steady State Visual evoked potentials, SSVEP）とは、定常的な刺激を与えることで大脳皮質視覚野に生じる視覚誘発電位である。
最近、定常状態視覚誘発電位 (SSVEP) に基づいたBMIが注目を集めている。
しかしながら、ほとんどのSSVEPに基づいたBCI装置は持ち運ぶことができず、高価である。
これは、診断や商用に使うことに対し適していない。
安価で持ち運ぶことができる Emotiv EPOCの貢献によってBCIは日常生活に入り込む事ができるようになった。
この論文ではSSVEPに基づくBCIが実装されている。
BCI2000は Emotiv EPOCとMatlabをオンラインシステムで実装している。
オンライン実験の正確さは95.83±3.59 %である。情報変換率は 22.85±1.85 bits/min、
検出間隔は5.25±2.14 sec.。
神経工学において、定常状態視覚誘発電位(SSVEP)は特定の周波数に対応する自然な視覚的反応である。
3.5Hzから75Hzの視覚刺激によって網膜が興奮した時、視覚刺激と同等の周波数の脳波が検出される。
この技術は視覚に関する脳波研究に広く用いられている。
SSVEPは信号とノイズの比率が低く比較的アーティファクトの影響を受けにくい。